# Письменности коренных народов Америки
Письменности коренных народов Америки — системы письма, использующиеся исторически и в настоящее время индейцами, алеутами и инуитами.

## Дописьменные системы
В доевропейское время среди народов Северной и Южной Америки была распространена пиктография, у отдельных племён сложный язык символов, также отражённый в скульптуре и прикладном искусстве, набор охотничьих меток. В связи с утратой живых традиций письменности и пиктографии затруднено понимание того, являлась та или иная система именно письменной, или пиктографической.

## Доколумбовы письменные системы

### Южная Америка

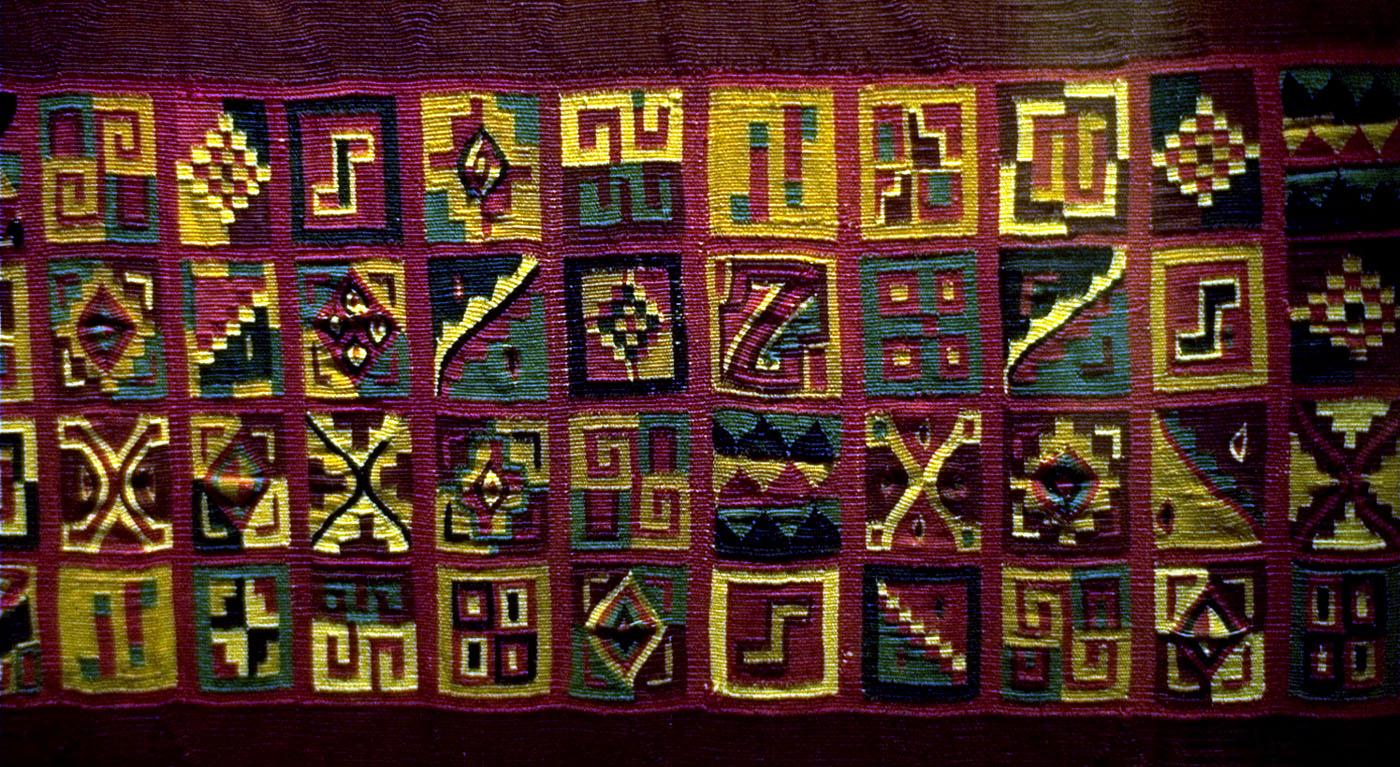
Токапу на ткани инков

Одно из кипу

До прихода европейцев на территории Южной Америки имелось только одно письмо, т. н. узелковое письмо инков (в основном на территории современного Перу), или кипу (кечуа khipu), которое позволяло с помощью множества видов узлов хранить и передавать информацию, в основном статистического свойства. Нет общепризнанного мнения о возможности передачи с его помощью информации нарративного характера.
Есть также предположения, что токапу (кечуа tukapu) — цветные прямоугольные знаки, наносившиеся на кубки и вышиваемые на одежде и тканях инков — могли являться идеографической письменностью.

### Северная Америка

#### Мексика
На территории Северной Америки на момент прибытия европейцев бытовали две развитые системы письма, обе — в Мексике:
1. письмо майя (единственное, явно включавшее фонетические элементы) и
2. идео-пиктографическое письмо ацтеков.

Кроме них, существовали менее представленные системы письменности, вместе с ними объединяемые в группу мезоамериканских систем письма, в том числе возможно родственные майянскому и ацтекскому письму:
1. письмо сапотеков, культурно и географически близких к ацтекам,
2. письмо миштеков, близких к сапотекам,
3. письмо ольмеков, ушедших с исторической арены задолго до европейского открытия Америки, которое частично дешифровано.

Европейская экспансия последовательно прекратила существование доколумбовых систем передачи информации в пользу латиницы в её вариантах, образованных от испанского.

#### США и Канада
На территории США и Канады исторически зафиксирована только условно доевропейская письменность индейцев микмак. О её природе нет единого мнения: она может рассматриваться как иероглифическое письмо или как набор знаков-символов мнемонической помощи. Символы микмак планируется ввести в стандарт Юникод.

## Период после европейской экспансии
Просветительская работа христианских миссионеров, в первую очередь из католических орденов, но также представителей различных направлений протестантизма, привела к тому, что большинство письменных языков стало использовать латинский алфавит в вариантах на основе его использования в английском и испанском языках.
Параллельно возникали новые варианты письменностей, созданные как миссионерами, так и аборигенами. Большинство их не получило распространения или использовалось в течение недолгого времени, но две находятся в активном бытовании.

### Кириллица
Аборигены Аляски в период, когда Аляска входила в Российскую империю, благодаря русским православным миссионерам начали использовать для своих языков кириллицу, которая после перехода контроля к США была сменена латиницей.

### Письменность чероки
В 1819 году в США вождь племени чероки Секвойя создал на основе латиницы (и возможно кириллицы) слоговую письменность чероки, которую в настоящее время, по законам племени, должен знать каждый, претендующим на членство в племени. Данная письменность используется в соответствующем издании Википедии.

### Канадское слоговое письмо
В 1840 году в Канаде протестантский миссионер и преподаватель Джеймс Эванс начал вводить для языка кри разработанное им на основе индийских письменностей и систем скорописи канадское слоговое письмо, которое после ряда модификаций было принято рядом автохтонных народов Канады. В настоящее время оно активно используется в Канаде для записи на языках кри и инуктитут (один из официальных языков провинции Нунавут), а также оджибва. Издания Википедии на кри и инуктитуте используют варианты данной письменности.

## Поддельная индейская рукопись
В 1851 г. в Библиотеке Арсенала Франции была найдена неизвестная индейская рукопись, находящаяся среди материалов, переданных в дар Антуаном-Рене д’Арженсоном, маркизом де Польми сто лет назад. Ввиду того, что де Пальми любил коллекционировать всевозможные экзотические кодексы и в его коллекции были, среди прочего, китайские и японские манускрипты, был сделан вывод, что неизвестная тетрадь из 114 страниц, исчерканная вдоль и поперек иероглифами, напоминающими детские каракули, является неизвестным памятником алгонкинской или ирокезской системы письма, полученным маркизом от одного из канадских миссионеров. Тетрадь, получившая названия «Книги дикарей», была передана для дешифровки аббату Эммануэлю Домене, знатоку быта и истории индейцев, а также индейских систем письменности.
В его толковании «Книга дикарей» содержала в себе рассказ о быте нескольких северных племен, их войнах и перемириях, колдовских обрядах, контактах с белыми поселенцами и наконец — принятии христианства.
Осмотрев рукопись, аббат подтвердил первоначальный вывод об её редкостности и исключительной ценности в деле изучения доколумбовых цивилизаций Америки, после чего «перевел» смысл рукописи, пользуясь аналогией с известными ему пиктографическими системами.
Скандал разразился годом спустя, когда работа Домене оказалась в руках дрезденского библиографа Й. Петцольдта, который сумел без труда разобрать в «странных знаках, являющихся, видимо, примерами неизвестного вида силлабической письменности» знаки немецкого готического шрифта. «Книга дикарей» оказалась всего лишь учебной тетрадкой мальчика-немца, «от скуки исчеркавшего её вдоль и поперек». Имя автора осталось неизвестным, тот факт, что тетрадь попала в библиотеку Арсенала, следует, по-видимому, приписать случайной ошибке, а не чьему-то злому умыслу. Так или иначе, Домене вместе с его работой, а также министр, способствовавший изданию «Книги дикарей» стали общеевропейским посмешищем.

### МФА
В XX—XXI веках, в большинстве случаев — учёными-филологами — активно разрабатываются новые латинические письменности для языков индейцев. С введением МФА эти письменности стремятся соответствовать данному стандарту.